# 絲棘牙花鮨
絲棘牙花鮨，為輻鰭魚綱鱸形目鱸亞目鮨科的其中一種，分布於西北太平洋的琉球群島海域，棲息深度可達200公尺，體長可達20公分，棲息在深水岩礁區，為底棲性魚類，屬肉食性，生活習性不明。

## 擴展閱讀
維基物種上的相關：絲棘牙花鮨